# 괴산 충민사
괴산 충민사(槐山 忠愍祠)는 충청북도 괴산군 괴산읍 능촌리에 있는, 임진왜란 때 공을 세운 충무공 김시민(1544∼1592)과 충숙공 김제갑(1525∼1592)의 위패를 모시고 있는 사당이다. 1976년 12월 21일 충청북도의 기념물 제12호로 지정되었다.

## 개요
임진왜란 때 공을 세운 충무공 김시민(1544∼1592)과 충숙공 김제갑(1525∼1592)의 위패를 모시고 있는 사당이다.
김시민은 임진왜란이 일어나자 진주목사가 되어 사천, 고성, 김해 등지에서 적군을 대파하고, 진주성 싸움에서 3800여명의 병력으로 2만 대군과 맞서 싸워 승리를 거두었다.
김제갑은 임진왜란 때 왜군이 원주로 쳐들어오자 관군과 의병을 이끌고 영원산성에 들어가 항쟁하였으나 성이 함락되자 그의 부인 이씨, 아들 김시백과 함께 순절하였다.
선조 때 이분들의 절개와 업적을 기리기 위해 사당을 세웠다.

## 참고 문헌
- 괴산 충민사 - 국가유산청 국가유산포털